# WIMP (informática)

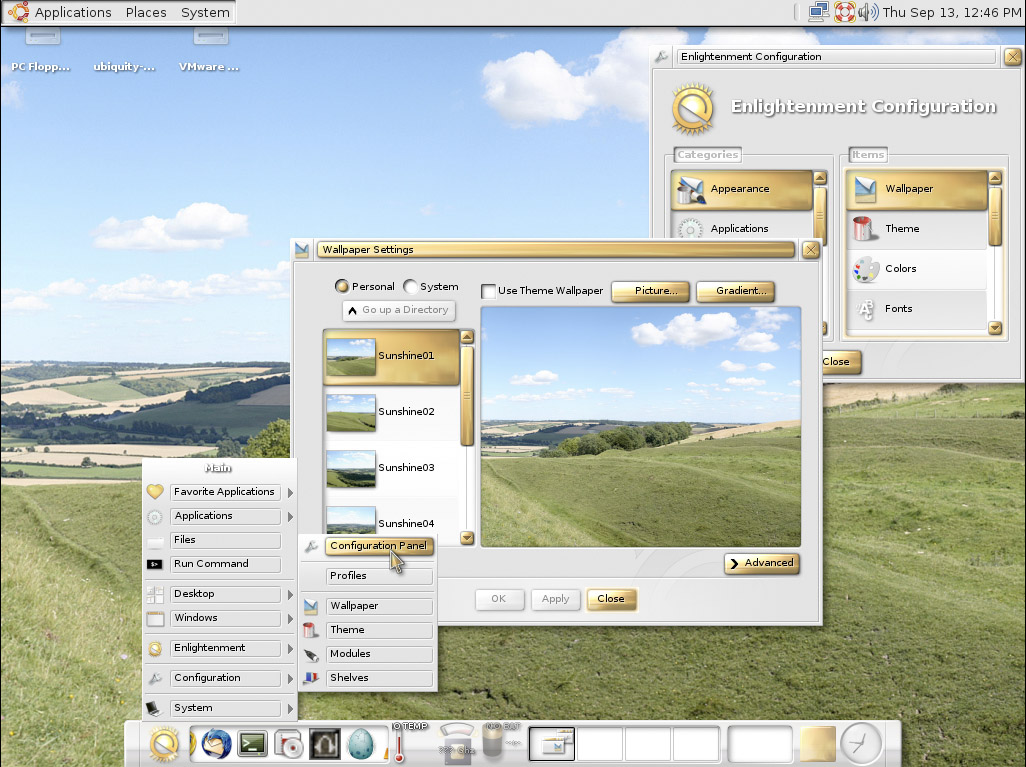
Ventanas, iconos, menús y puntero.

En la interacción humano-ordenador, WIMP es sinónimo de "ventanas, iconos, menús y puntero", que denota un estilo de interacción con estos elementos de la interfaz de usuario. Fue acuñado por Merzouga Wilberts en 1980. A veces se utilizan otras extensiones, sustituyendo "ratón" y "ratones", o "menú desplegable" y "apuntador", para referirse a "menús" y "punteros", respectivamente.
Aunque el término ha caído en desuso, algunas personas (sobre todo angloparlantes) lo utilizan incorrectamente como un sinónimo aproximado de interfaz gráfica de usuario (GUI). Cualquier interfaz que utiliza gráficos se puede denominar interfaz gráfica de usuario, y los sistemas de WIMP se derivan de este tipo de sistemas. Sin embargo, aunque todos los sistemas WIMP utilizan gráficos como un elemento clave (el icono y elementos de puntero), y por lo tanto son GUI, lo contrario no es cierto. Algunos GUIs no se basan en las ventanas, iconos, menús y punteros. Por ejemplo, la mayoría de los teléfonos móviles representan acciones como iconos, y algunos pueden tener menús, pero muy pocos incluir un puntero o ejecutar programas en una ventana.
WIMP fue desarrollado en el Xerox PARC en 1973 (véase Xerox Alto), y popularizado con la introducción del Macintosh de Apple en 1984, que incluía los conceptos de "barra de menú" y gestión de ventanas extendida.
En un sistema WIMP:
- Una ventana se ejecuta un programa autónomo, aislado de otros programas que (si en un sistema operativo multi-programa) se ejecutan al mismo tiempo en otras ventanas.
- Un icono actúa como un acceso directo a una acción que el equipo realiza (por ejemplo, ejecutar un programa o tarea).
- Un menú es un texto o sistema de selección basado en iconos que selecciona y ejecuta programas o tareas.
- El puntero es un símbolo en pantalla que representa el movimiento de un dispositivo físico que el usuario controla para seleccionar iconos, elementos de datos, etc.
- Se incluyen las opciones de cortar, copiar y pegar.

Este estilo de sistema mejora la interacción persona-ordenador (HCI) mediante la emulación de las interacciones del mundo real y ofrecer una mejor facilidad de uso para los usuarios —usuarios tanto novatos como avanzados. Los usuarios pueden llevar a la habilidad en una interfaz estandarizada de una aplicación a otra.
Debido a la naturaleza del sistema WIMP, comandos simples se pueden encadenar juntos para llevar a cabo un grupo de comandos que habrían tomado varias líneas de instrucciones en la línea de comandos.

## Críticas
Las interfaces de usuario basadas en el estilo WIMP son buenas en las áreas de trabajo de resúmenes, documentos y sus acciones. Su paradigma análogo a documentos como hojas de papel o carpetas hace que las interfaces WIMP sean fáciles de introducir a los usuarios novatos. Por otra parte, sus representaciones básicas como regiones rectangulares sobre una pantalla plana en 2D hacen de ellas una buena opción para los programadores del sistema. Esta generalidad la hace muy adecuada para entornos de trabajo multitarea y esto explica por qué el paradigma ha prevalecido por más de 20 años. Sin embargo, varios investigadores de interacción humano-computadora consideran esto un signo de estancamiento en el diseño de interfaz de usuario que fuerza a los programadores a no cambiarlo. WIMP no es muy adecuado para algunas aplicaciones, argumentan, y la falta de apoyo técnico aumenta la dificultad para el desarrollo de interfaces no basadas en el estilo WIMP. Esto incluye aplicaciones que requieren de dispositivos que proporcionan señales de entrada continuas, muestran modelos 3D, o retratan una interacción que no tiene tu currículum estándar definido. Andries van Dam llama a estas interfaces post-WIMP GUIs.